# Palawandwergooruil
De palawandwergooruil (Otus fuliginosus) is een vogelsoort uit de familie Strigidae (uilen). De palawandwergooruil komt alleen voor in de Filipijnen.

## Beschrijving
De palawandwergooruil werd in de jaren 1970 door sommige auteurs nog als ondersoort van de Indische dwergooruil (O. bakkamoena) beschouwd, maar wordt sinds de eeuwwisseling op alle relevante soortenlijsten als soort (zonder ondersoorten) beschouwd.

## Verspreiding en leefgebied
De soort komt alleen voor op het eiland Palawan en de nabijgelegen eilanden Alabagin en Balabac. Het is een vogel van laaglandregenwoud, maar hij kan zich redelijk aanpassen aan cultuurlandschap. 

## Status
Er zijn aanwijzingen dat de populatie achteruitgaat door ontbossingen en dat de populatie ook kwetsbaar is omdat de palawanuilen binnen slechts een klein gebied voorkomen. Desondanks staat deze dwergooruil als niet bedreigd op de internationale Rode Lijst van de IUCN.